# Inmarsat-2 F4
O Inmarsat-2 F4 foi um satélite de comunicação geoestacionário construído pela Matra Marconi. Ele esteve localizado na posição orbital de 109 graus de longitude leste e foi operado pela Inmarsat. O satélite foi baseado na plataforma Eurostar-1000 e sua expectativa de vida útil era de 10 anos. O mesmo saiu de serviço em março de 2012 e foi transferido para uma órbita cemitério.

## Lançamento
O satélite foi lançado com sucesso ao espaço no dia 15 de abril de 1992, por meio de um veículo Ariane-44L H10+ a partir do Centro Espacial de Kourou, na Guiana Francesa, juntamento com o satélite Telecom 2B. Ele tinha uma massa de lançamento de 1 310 kg.

## Capacidade
O Inmarsat-2 F4 era equipado com 4 (+2) transponders em banda L e 1 (+1) em banda C para fornecer radiodifusão, serviços de negócios e comunicações móveis.